# NGC 2466
NGC 2466 في الفهرس العام الجديد، هي مجرة، تقع في كوكبة السمكة الطائرة. اكتشفت في 20 فبراير 1835 بواسطة جون هيرشل.

## روابط خارجية
- NGC 2466 على موقع ويكي سكاي: DSS2, SDSS, GALEX, IRAS, Hydrogen α, X-Ray, Astrophoto, Sky Map, Articles and images